# Aconitum tenuicaule
Aconitum tenuicaule är en ranunkelväxtart som beskrevs av Wen Tsai Wang. Aconitum tenuicaule ingår i släktet stormhattar, och familjen ranunkelväxter. Inga underarter finns listade i Catalogue of Life.